# Théodore Germain Allart
Pour les articles homonymes, voir Allart.
Théodore Germain Allart, né vers 1617 à Sézanne et mort le 13 décembre 1685, est un évêque et un frère mineur récollet français. Il est connu pour avoir ramené l'ordre des récollets au Canada après le départ des frères Kirk.

## Biographie
Né à Sézanne en France vers 1617, il entre chez les Frères mineurs récollets et prononce ses vœux en 1637. Il fut ordonné en 1642. En France, il est nommé en 1670 provincial de la province de Saint-Denis, puis commissaire provincial à Québec (1670). De 1670 à 1685 il fut commissaire général et national de son ordre. Désigné comme évêque de Vence en 1681 il est confirmé le 8 juin 1682 et consacré en juillet par Jacques-Théodore de Bryas archevêque de Cambrai  et il prend possession de son diocèse le 25 septembre suivant. Il meurt 4 décembre 1685.